# Очікувальний хід
|   | a                                                                                      | b                                                                                      | c                                                                                      | d                                                                                      | e                                                                                      | f                                                                                      | g                                                                                      | h                                                                                      |   |
| 8 | c8 чорний король · a6 чорний пішак · c6 білий пішак · a5 білий пішак · d5 білий король | c8 чорний король · a6 чорний пішак · c6 білий пішак · a5 білий пішак · d5 білий король | c8 чорний король · a6 чорний пішак · c6 білий пішак · a5 білий пішак · d5 білий король | c8 чорний король · a6 чорний пішак · c6 білий пішак · a5 білий пішак · d5 білий король | c8 чорний король · a6 чорний пішак · c6 білий пішак · a5 білий пішак · d5 білий король | c8 чорний король · a6 чорний пішак · c6 білий пішак · a5 білий пішак · d5 білий король | c8 чорний король · a6 чорний пішак · c6 білий пішак · a5 білий пішак · d5 білий король | c8 чорний король · a6 чорний пішак · c6 білий пішак · a5 білий пішак · d5 білий король | 8 |
| 7 | c8 чорний король · a6 чорний пішак · c6 білий пішак · a5 білий пішак · d5 білий король | c8 чорний король · a6 чорний пішак · c6 білий пішак · a5 білий пішак · d5 білий король | c8 чорний король · a6 чорний пішак · c6 білий пішак · a5 білий пішак · d5 білий король | c8 чорний король · a6 чорний пішак · c6 білий пішак · a5 білий пішак · d5 білий король | c8 чорний король · a6 чорний пішак · c6 білий пішак · a5 білий пішак · d5 білий король | c8 чорний король · a6 чорний пішак · c6 білий пішак · a5 білий пішак · d5 білий король | c8 чорний король · a6 чорний пішак · c6 білий пішак · a5 білий пішак · d5 білий король | c8 чорний король · a6 чорний пішак · c6 білий пішак · a5 білий пішак · d5 білий король | 7 |
| 6 | c8 чорний король · a6 чорний пішак · c6 білий пішак · a5 білий пішак · d5 білий король | c8 чорний король · a6 чорний пішак · c6 білий пішак · a5 білий пішак · d5 білий король | c8 чорний король · a6 чорний пішак · c6 білий пішак · a5 білий пішак · d5 білий король | c8 чорний король · a6 чорний пішак · c6 білий пішак · a5 білий пішак · d5 білий король | c8 чорний король · a6 чорний пішак · c6 білий пішак · a5 білий пішак · d5 білий король | c8 чорний король · a6 чорний пішак · c6 білий пішак · a5 білий пішак · d5 білий король | c8 чорний король · a6 чорний пішак · c6 білий пішак · a5 білий пішак · d5 білий король | c8 чорний король · a6 чорний пішак · c6 білий пішак · a5 білий пішак · d5 білий король | 6 |
| 5 | c8 чорний король · a6 чорний пішак · c6 білий пішак · a5 білий пішак · d5 білий король | c8 чорний король · a6 чорний пішак · c6 білий пішак · a5 білий пішак · d5 білий король | c8 чорний король · a6 чорний пішак · c6 білий пішак · a5 білий пішак · d5 білий король | c8 чорний король · a6 чорний пішак · c6 білий пішак · a5 білий пішак · d5 білий король | c8 чорний король · a6 чорний пішак · c6 білий пішак · a5 білий пішак · d5 білий король | c8 чорний король · a6 чорний пішак · c6 білий пішак · a5 білий пішак · d5 білий король | c8 чорний король · a6 чорний пішак · c6 білий пішак · a5 білий пішак · d5 білий король | c8 чорний король · a6 чорний пішак · c6 білий пішак · a5 білий пішак · d5 білий король | 5 |
| 4 | c8 чорний король · a6 чорний пішак · c6 білий пішак · a5 білий пішак · d5 білий король | c8 чорний король · a6 чорний пішак · c6 білий пішак · a5 білий пішак · d5 білий король | c8 чорний король · a6 чорний пішак · c6 білий пішак · a5 білий пішак · d5 білий король | c8 чорний король · a6 чорний пішак · c6 білий пішак · a5 білий пішак · d5 білий король | c8 чорний король · a6 чорний пішак · c6 білий пішак · a5 білий пішак · d5 білий король | c8 чорний король · a6 чорний пішак · c6 білий пішак · a5 білий пішак · d5 білий король | c8 чорний король · a6 чорний пішак · c6 білий пішак · a5 білий пішак · d5 білий король | c8 чорний король · a6 чорний пішак · c6 білий пішак · a5 білий пішак · d5 білий король | 4 |
| 3 | c8 чорний король · a6 чорний пішак · c6 білий пішак · a5 білий пішак · d5 білий король | c8 чорний король · a6 чорний пішак · c6 білий пішак · a5 білий пішак · d5 білий король | c8 чорний король · a6 чорний пішак · c6 білий пішак · a5 білий пішак · d5 білий король | c8 чорний король · a6 чорний пішак · c6 білий пішак · a5 білий пішак · d5 білий король | c8 чорний король · a6 чорний пішак · c6 білий пішак · a5 білий пішак · d5 білий король | c8 чорний король · a6 чорний пішак · c6 білий пішак · a5 білий пішак · d5 білий король | c8 чорний король · a6 чорний пішак · c6 білий пішак · a5 білий пішак · d5 білий король | c8 чорний король · a6 чорний пішак · c6 білий пішак · a5 білий пішак · d5 білий король | 3 |
| 2 | c8 чорний король · a6 чорний пішак · c6 білий пішак · a5 білий пішак · d5 білий король | c8 чорний король · a6 чорний пішак · c6 білий пішак · a5 білий пішак · d5 білий король | c8 чорний король · a6 чорний пішак · c6 білий пішак · a5 білий пішак · d5 білий король | c8 чорний король · a6 чорний пішак · c6 білий пішак · a5 білий пішак · d5 білий король | c8 чорний король · a6 чорний пішак · c6 білий пішак · a5 білий пішак · d5 білий король | c8 чорний король · a6 чорний пішак · c6 білий пішак · a5 білий пішак · d5 білий король | c8 чорний король · a6 чорний пішак · c6 білий пішак · a5 білий пішак · d5 білий король | c8 чорний король · a6 чорний пішак · c6 білий пішак · a5 білий пішак · d5 білий король | 2 |
| 1 | c8 чорний король · a6 чорний пішак · c6 білий пішак · a5 білий пішак · d5 білий король | c8 чорний король · a6 чорний пішак · c6 білий пішак · a5 білий пішак · d5 білий король | c8 чорний король · a6 чорний пішак · c6 білий пішак · a5 білий пішак · d5 білий король | c8 чорний король · a6 чорний пішак · c6 білий пішак · a5 білий пішак · d5 білий король | c8 чорний король · a6 чорний пішак · c6 білий пішак · a5 білий пішак · d5 білий король | c8 чорний король · a6 чорний пішак · c6 білий пішак · a5 білий пішак · d5 білий король | c8 чорний король · a6 чорний пішак · c6 білий пішак · a5 білий пішак · d5 білий король | c8 чорний король · a6 чорний пішак · c6 білий пішак · a5 білий пішак · d5 білий король | 1 |
|   | a                                                                                      | b                                                                                      | c                                                                                      | d                                                                                      | e                                                                                      | f                                                                                      | g                                                                                      | h                                                                                      |   |

|   | a | b | c | d | e | f | g | h |   |
| 8 | a7 чорний слон · b7 білий слон · c7 біла тура · d7 чорна тура · e7 чорний король · f7 чорний пішак · g7 чорний пішак · h7 чорний пішак · a6 білий пішак · e6 чорний пішак · e3 білий пішак · e2 білий король · f2 білий пішак · g2 білий пішак · h2 білий пішак | a7 чорний слон · b7 білий слон · c7 біла тура · d7 чорна тура · e7 чорний король · f7 чорний пішак · g7 чорний пішак · h7 чорний пішак · a6 білий пішак · e6 чорний пішак · e3 білий пішак · e2 білий король · f2 білий пішак · g2 білий пішак · h2 білий пішак | a7 чорний слон · b7 білий слон · c7 біла тура · d7 чорна тура · e7 чорний король · f7 чорний пішак · g7 чорний пішак · h7 чорний пішак · a6 білий пішак · e6 чорний пішак · e3 білий пішак · e2 білий король · f2 білий пішак · g2 білий пішак · h2 білий пішак | a7 чорний слон · b7 білий слон · c7 біла тура · d7 чорна тура · e7 чорний король · f7 чорний пішак · g7 чорний пішак · h7 чорний пішак · a6 білий пішак · e6 чорний пішак · e3 білий пішак · e2 білий король · f2 білий пішак · g2 білий пішак · h2 білий пішак | a7 чорний слон · b7 білий слон · c7 біла тура · d7 чорна тура · e7 чорний король · f7 чорний пішак · g7 чорний пішак · h7 чорний пішак · a6 білий пішак · e6 чорний пішак · e3 білий пішак · e2 білий король · f2 білий пішак · g2 білий пішак · h2 білий пішак | a7 чорний слон · b7 білий слон · c7 біла тура · d7 чорна тура · e7 чорний король · f7 чорний пішак · g7 чорний пішак · h7 чорний пішак · a6 білий пішак · e6 чорний пішак · e3 білий пішак · e2 білий король · f2 білий пішак · g2 білий пішак · h2 білий пішак | a7 чорний слон · b7 білий слон · c7 біла тура · d7 чорна тура · e7 чорний король · f7 чорний пішак · g7 чорний пішак · h7 чорний пішак · a6 білий пішак · e6 чорний пішак · e3 білий пішак · e2 білий король · f2 білий пішак · g2 білий пішак · h2 білий пішак | a7 чорний слон · b7 білий слон · c7 біла тура · d7 чорна тура · e7 чорний король · f7 чорний пішак · g7 чорний пішак · h7 чорний пішак · a6 білий пішак · e6 чорний пішак · e3 білий пішак · e2 білий король · f2 білий пішак · g2 білий пішак · h2 білий пішак | 8 |
| 7 | a7 чорний слон · b7 білий слон · c7 біла тура · d7 чорна тура · e7 чорний король · f7 чорний пішак · g7 чорний пішак · h7 чорний пішак · a6 білий пішак · e6 чорний пішак · e3 білий пішак · e2 білий король · f2 білий пішак · g2 білий пішак · h2 білий пішак | a7 чорний слон · b7 білий слон · c7 біла тура · d7 чорна тура · e7 чорний король · f7 чорний пішак · g7 чорний пішак · h7 чорний пішак · a6 білий пішак · e6 чорний пішак · e3 білий пішак · e2 білий король · f2 білий пішак · g2 білий пішак · h2 білий пішак | a7 чорний слон · b7 білий слон · c7 біла тура · d7 чорна тура · e7 чорний король · f7 чорний пішак · g7 чорний пішак · h7 чорний пішак · a6 білий пішак · e6 чорний пішак · e3 білий пішак · e2 білий король · f2 білий пішак · g2 білий пішак · h2 білий пішак | a7 чорний слон · b7 білий слон · c7 біла тура · d7 чорна тура · e7 чорний король · f7 чорний пішак · g7 чорний пішак · h7 чорний пішак · a6 білий пішак · e6 чорний пішак · e3 білий пішак · e2 білий король · f2 білий пішак · g2 білий пішак · h2 білий пішак | a7 чорний слон · b7 білий слон · c7 біла тура · d7 чорна тура · e7 чорний король · f7 чорний пішак · g7 чорний пішак · h7 чорний пішак · a6 білий пішак · e6 чорний пішак · e3 білий пішак · e2 білий король · f2 білий пішак · g2 білий пішак · h2 білий пішак | a7 чорний слон · b7 білий слон · c7 біла тура · d7 чорна тура · e7 чорний король · f7 чорний пішак · g7 чорний пішак · h7 чорний пішак · a6 білий пішак · e6 чорний пішак · e3 білий пішак · e2 білий король · f2 білий пішак · g2 білий пішак · h2 білий пішак | a7 чорний слон · b7 білий слон · c7 біла тура · d7 чорна тура · e7 чорний король · f7 чорний пішак · g7 чорний пішак · h7 чорний пішак · a6 білий пішак · e6 чорний пішак · e3 білий пішак · e2 білий король · f2 білий пішак · g2 білий пішак · h2 білий пішак | a7 чорний слон · b7 білий слон · c7 біла тура · d7 чорна тура · e7 чорний король · f7 чорний пішак · g7 чорний пішак · h7 чорний пішак · a6 білий пішак · e6 чорний пішак · e3 білий пішак · e2 білий король · f2 білий пішак · g2 білий пішак · h2 білий пішак | 7 |
| 6 | a7 чорний слон · b7 білий слон · c7 біла тура · d7 чорна тура · e7 чорний король · f7 чорний пішак · g7 чорний пішак · h7 чорний пішак · a6 білий пішак · e6 чорний пішак · e3 білий пішак · e2 білий король · f2 білий пішак · g2 білий пішак · h2 білий пішак | a7 чорний слон · b7 білий слон · c7 біла тура · d7 чорна тура · e7 чорний король · f7 чорний пішак · g7 чорний пішак · h7 чорний пішак · a6 білий пішак · e6 чорний пішак · e3 білий пішак · e2 білий король · f2 білий пішак · g2 білий пішак · h2 білий пішак | a7 чорний слон · b7 білий слон · c7 біла тура · d7 чорна тура · e7 чорний король · f7 чорний пішак · g7 чорний пішак · h7 чорний пішак · a6 білий пішак · e6 чорний пішак · e3 білий пішак · e2 білий король · f2 білий пішак · g2 білий пішак · h2 білий пішак | a7 чорний слон · b7 білий слон · c7 біла тура · d7 чорна тура · e7 чорний король · f7 чорний пішак · g7 чорний пішак · h7 чорний пішак · a6 білий пішак · e6 чорний пішак · e3 білий пішак · e2 білий король · f2 білий пішак · g2 білий пішак · h2 білий пішак | a7 чорний слон · b7 білий слон · c7 біла тура · d7 чорна тура · e7 чорний король · f7 чорний пішак · g7 чорний пішак · h7 чорний пішак · a6 білий пішак · e6 чорний пішак · e3 білий пішак · e2 білий король · f2 білий пішак · g2 білий пішак · h2 білий пішак | a7 чорний слон · b7 білий слон · c7 біла тура · d7 чорна тура · e7 чорний король · f7 чорний пішак · g7 чорний пішак · h7 чорний пішак · a6 білий пішак · e6 чорний пішак · e3 білий пішак · e2 білий король · f2 білий пішак · g2 білий пішак · h2 білий пішак | a7 чорний слон · b7 білий слон · c7 біла тура · d7 чорна тура · e7 чорний король · f7 чорний пішак · g7 чорний пішак · h7 чорний пішак · a6 білий пішак · e6 чорний пішак · e3 білий пішак · e2 білий король · f2 білий пішак · g2 білий пішак · h2 білий пішак | a7 чорний слон · b7 білий слон · c7 біла тура · d7 чорна тура · e7 чорний король · f7 чорний пішак · g7 чорний пішак · h7 чорний пішак · a6 білий пішак · e6 чорний пішак · e3 білий пішак · e2 білий король · f2 білий пішак · g2 білий пішак · h2 білий пішак | 6 |
| 5 | a7 чорний слон · b7 білий слон · c7 біла тура · d7 чорна тура · e7 чорний король · f7 чорний пішак · g7 чорний пішак · h7 чорний пішак · a6 білий пішак · e6 чорний пішак · e3 білий пішак · e2 білий король · f2 білий пішак · g2 білий пішак · h2 білий пішак | a7 чорний слон · b7 білий слон · c7 біла тура · d7 чорна тура · e7 чорний король · f7 чорний пішак · g7 чорний пішак · h7 чорний пішак · a6 білий пішак · e6 чорний пішак · e3 білий пішак · e2 білий король · f2 білий пішак · g2 білий пішак · h2 білий пішак | a7 чорний слон · b7 білий слон · c7 біла тура · d7 чорна тура · e7 чорний король · f7 чорний пішак · g7 чорний пішак · h7 чорний пішак · a6 білий пішак · e6 чорний пішак · e3 білий пішак · e2 білий король · f2 білий пішак · g2 білий пішак · h2 білий пішак | a7 чорний слон · b7 білий слон · c7 біла тура · d7 чорна тура · e7 чорний король · f7 чорний пішак · g7 чорний пішак · h7 чорний пішак · a6 білий пішак · e6 чорний пішак · e3 білий пішак · e2 білий король · f2 білий пішак · g2 білий пішак · h2 білий пішак | a7 чорний слон · b7 білий слон · c7 біла тура · d7 чорна тура · e7 чорний король · f7 чорний пішак · g7 чорний пішак · h7 чорний пішак · a6 білий пішак · e6 чорний пішак · e3 білий пішак · e2 білий король · f2 білий пішак · g2 білий пішак · h2 білий пішак | a7 чорний слон · b7 білий слон · c7 біла тура · d7 чорна тура · e7 чорний король · f7 чорний пішак · g7 чорний пішак · h7 чорний пішак · a6 білий пішак · e6 чорний пішак · e3 білий пішак · e2 білий король · f2 білий пішак · g2 білий пішак · h2 білий пішак | a7 чорний слон · b7 білий слон · c7 біла тура · d7 чорна тура · e7 чорний король · f7 чорний пішак · g7 чорний пішак · h7 чорний пішак · a6 білий пішак · e6 чорний пішак · e3 білий пішак · e2 білий король · f2 білий пішак · g2 білий пішак · h2 білий пішак | a7 чорний слон · b7 білий слон · c7 біла тура · d7 чорна тура · e7 чорний король · f7 чорний пішак · g7 чорний пішак · h7 чорний пішак · a6 білий пішак · e6 чорний пішак · e3 білий пішак · e2 білий король · f2 білий пішак · g2 білий пішак · h2 білий пішак | 5 |
| 4 | a7 чорний слон · b7 білий слон · c7 біла тура · d7 чорна тура · e7 чорний король · f7 чорний пішак · g7 чорний пішак · h7 чорний пішак · a6 білий пішак · e6 чорний пішак · e3 білий пішак · e2 білий король · f2 білий пішак · g2 білий пішак · h2 білий пішак | a7 чорний слон · b7 білий слон · c7 біла тура · d7 чорна тура · e7 чорний король · f7 чорний пішак · g7 чорний пішак · h7 чорний пішак · a6 білий пішак · e6 чорний пішак · e3 білий пішак · e2 білий король · f2 білий пішак · g2 білий пішак · h2 білий пішак | a7 чорний слон · b7 білий слон · c7 біла тура · d7 чорна тура · e7 чорний король · f7 чорний пішак · g7 чорний пішак · h7 чорний пішак · a6 білий пішак · e6 чорний пішак · e3 білий пішак · e2 білий король · f2 білий пішак · g2 білий пішак · h2 білий пішак | a7 чорний слон · b7 білий слон · c7 біла тура · d7 чорна тура · e7 чорний король · f7 чорний пішак · g7 чорний пішак · h7 чорний пішак · a6 білий пішак · e6 чорний пішак · e3 білий пішак · e2 білий король · f2 білий пішак · g2 білий пішак · h2 білий пішак | a7 чорний слон · b7 білий слон · c7 біла тура · d7 чорна тура · e7 чорний король · f7 чорний пішак · g7 чорний пішак · h7 чорний пішак · a6 білий пішак · e6 чорний пішак · e3 білий пішак · e2 білий король · f2 білий пішак · g2 білий пішак · h2 білий пішак | a7 чорний слон · b7 білий слон · c7 біла тура · d7 чорна тура · e7 чорний король · f7 чорний пішак · g7 чорний пішак · h7 чорний пішак · a6 білий пішак · e6 чорний пішак · e3 білий пішак · e2 білий король · f2 білий пішак · g2 білий пішак · h2 білий пішак | a7 чорний слон · b7 білий слон · c7 біла тура · d7 чорна тура · e7 чорний король · f7 чорний пішак · g7 чорний пішак · h7 чорний пішак · a6 білий пішак · e6 чорний пішак · e3 білий пішак · e2 білий король · f2 білий пішак · g2 білий пішак · h2 білий пішак | a7 чорний слон · b7 білий слон · c7 біла тура · d7 чорна тура · e7 чорний король · f7 чорний пішак · g7 чорний пішак · h7 чорний пішак · a6 білий пішак · e6 чорний пішак · e3 білий пішак · e2 білий король · f2 білий пішак · g2 білий пішак · h2 білий пішак | 4 |
| 3 | a7 чорний слон · b7 білий слон · c7 біла тура · d7 чорна тура · e7 чорний король · f7 чорний пішак · g7 чорний пішак · h7 чорний пішак · a6 білий пішак · e6 чорний пішак · e3 білий пішак · e2 білий король · f2 білий пішак · g2 білий пішак · h2 білий пішак | a7 чорний слон · b7 білий слон · c7 біла тура · d7 чорна тура · e7 чорний король · f7 чорний пішак · g7 чорний пішак · h7 чорний пішак · a6 білий пішак · e6 чорний пішак · e3 білий пішак · e2 білий король · f2 білий пішак · g2 білий пішак · h2 білий пішак | a7 чорний слон · b7 білий слон · c7 біла тура · d7 чорна тура · e7 чорний король · f7 чорний пішак · g7 чорний пішак · h7 чорний пішак · a6 білий пішак · e6 чорний пішак · e3 білий пішак · e2 білий король · f2 білий пішак · g2 білий пішак · h2 білий пішак | a7 чорний слон · b7 білий слон · c7 біла тура · d7 чорна тура · e7 чорний король · f7 чорний пішак · g7 чорний пішак · h7 чорний пішак · a6 білий пішак · e6 чорний пішак · e3 білий пішак · e2 білий король · f2 білий пішак · g2 білий пішак · h2 білий пішак | a7 чорний слон · b7 білий слон · c7 біла тура · d7 чорна тура · e7 чорний король · f7 чорний пішак · g7 чорний пішак · h7 чорний пішак · a6 білий пішак · e6 чорний пішак · e3 білий пішак · e2 білий король · f2 білий пішак · g2 білий пішак · h2 білий пішак | a7 чорний слон · b7 білий слон · c7 біла тура · d7 чорна тура · e7 чорний король · f7 чорний пішак · g7 чорний пішак · h7 чорний пішак · a6 білий пішак · e6 чорний пішак · e3 білий пішак · e2 білий король · f2 білий пішак · g2 білий пішак · h2 білий пішак | a7 чорний слон · b7 білий слон · c7 біла тура · d7 чорна тура · e7 чорний король · f7 чорний пішак · g7 чорний пішак · h7 чорний пішак · a6 білий пішак · e6 чорний пішак · e3 білий пішак · e2 білий король · f2 білий пішак · g2 білий пішак · h2 білий пішак | a7 чорний слон · b7 білий слон · c7 біла тура · d7 чорна тура · e7 чорний король · f7 чорний пішак · g7 чорний пішак · h7 чорний пішак · a6 білий пішак · e6 чорний пішак · e3 білий пішак · e2 білий король · f2 білий пішак · g2 білий пішак · h2 білий пішак | 3 |
| 2 | a7 чорний слон · b7 білий слон · c7 біла тура · d7 чорна тура · e7 чорний король · f7 чорний пішак · g7 чорний пішак · h7 чорний пішак · a6 білий пішак · e6 чорний пішак · e3 білий пішак · e2 білий король · f2 білий пішак · g2 білий пішак · h2 білий пішак | a7 чорний слон · b7 білий слон · c7 біла тура · d7 чорна тура · e7 чорний король · f7 чорний пішак · g7 чорний пішак · h7 чорний пішак · a6 білий пішак · e6 чорний пішак · e3 білий пішак · e2 білий король · f2 білий пішак · g2 білий пішак · h2 білий пішак | a7 чорний слон · b7 білий слон · c7 біла тура · d7 чорна тура · e7 чорний король · f7 чорний пішак · g7 чорний пішак · h7 чорний пішак · a6 білий пішак · e6 чорний пішак · e3 білий пішак · e2 білий король · f2 білий пішак · g2 білий пішак · h2 білий пішак | a7 чорний слон · b7 білий слон · c7 біла тура · d7 чорна тура · e7 чорний король · f7 чорний пішак · g7 чорний пішак · h7 чорний пішак · a6 білий пішак · e6 чорний пішак · e3 білий пішак · e2 білий король · f2 білий пішак · g2 білий пішак · h2 білий пішак | a7 чорний слон · b7 білий слон · c7 біла тура · d7 чорна тура · e7 чорний король · f7 чорний пішак · g7 чорний пішак · h7 чорний пішак · a6 білий пішак · e6 чорний пішак · e3 білий пішак · e2 білий король · f2 білий пішак · g2 білий пішак · h2 білий пішак | a7 чорний слон · b7 білий слон · c7 біла тура · d7 чорна тура · e7 чорний король · f7 чорний пішак · g7 чорний пішак · h7 чорний пішак · a6 білий пішак · e6 чорний пішак · e3 білий пішак · e2 білий король · f2 білий пішак · g2 білий пішак · h2 білий пішак | a7 чорний слон · b7 білий слон · c7 біла тура · d7 чорна тура · e7 чорний король · f7 чорний пішак · g7 чорний пішак · h7 чорний пішак · a6 білий пішак · e6 чорний пішак · e3 білий пішак · e2 білий король · f2 білий пішак · g2 білий пішак · h2 білий пішак | a7 чорний слон · b7 білий слон · c7 біла тура · d7 чорна тура · e7 чорний король · f7 чорний пішак · g7 чорний пішак · h7 чорний пішак · a6 білий пішак · e6 чорний пішак · e3 білий пішак · e2 білий король · f2 білий пішак · g2 білий пішак · h2 білий пішак | 2 |
| 1 | a7 чорний слон · b7 білий слон · c7 біла тура · d7 чорна тура · e7 чорний король · f7 чорний пішак · g7 чорний пішак · h7 чорний пішак · a6 білий пішак · e6 чорний пішак · e3 білий пішак · e2 білий король · f2 білий пішак · g2 білий пішак · h2 білий пішак | a7 чорний слон · b7 білий слон · c7 біла тура · d7 чорна тура · e7 чорний король · f7 чорний пішак · g7 чорний пішак · h7 чорний пішак · a6 білий пішак · e6 чорний пішак · e3 білий пішак · e2 білий король · f2 білий пішак · g2 білий пішак · h2 білий пішак | a7 чорний слон · b7 білий слон · c7 біла тура · d7 чорна тура · e7 чорний король · f7 чорний пішак · g7 чорний пішак · h7 чорний пішак · a6 білий пішак · e6 чорний пішак · e3 білий пішак · e2 білий король · f2 білий пішак · g2 білий пішак · h2 білий пішак | a7 чорний слон · b7 білий слон · c7 біла тура · d7 чорна тура · e7 чорний король · f7 чорний пішак · g7 чорний пішак · h7 чорний пішак · a6 білий пішак · e6 чорний пішак · e3 білий пішак · e2 білий король · f2 білий пішак · g2 білий пішак · h2 білий пішак | a7 чорний слон · b7 білий слон · c7 біла тура · d7 чорна тура · e7 чорний король · f7 чорний пішак · g7 чорний пішак · h7 чорний пішак · a6 білий пішак · e6 чорний пішак · e3 білий пішак · e2 білий король · f2 білий пішак · g2 білий пішак · h2 білий пішак | a7 чорний слон · b7 білий слон · c7 біла тура · d7 чорна тура · e7 чорний король · f7 чорний пішак · g7 чорний пішак · h7 чорний пішак · a6 білий пішак · e6 чорний пішак · e3 білий пішак · e2 білий король · f2 білий пішак · g2 білий пішак · h2 білий пішак | a7 чорний слон · b7 білий слон · c7 біла тура · d7 чорна тура · e7 чорний король · f7 чорний пішак · g7 чорний пішак · h7 чорний пішак · a6 білий пішак · e6 чорний пішак · e3 білий пішак · e2 білий король · f2 білий пішак · g2 білий пішак · h2 білий пішак | a7 чорний слон · b7 білий слон · c7 біла тура · d7 чорна тура · e7 чорний король · f7 чорний пішак · g7 чорний пішак · h7 чорний пішак · a6 білий пішак · e6 чорний пішак · e3 білий пішак · e2 білий король · f2 білий пішак · g2 білий пішак · h2 білий пішак | 1 |
|   | a | b | c | d | e | f | g | h |   |

Очікувальний хід — шаховий термін, що позначає хід, за допомогою якого один із гравців передає чергу ходу іншому. Зазвичай, вичікувальний хід принципово не впливає на малюнок позиції.

## Значення в грі
Вичікувальні ходи можна використовувати в наступних випадках:
- для з'ясування намірів суперника за відсутності плану гри;
- для затягування часу з надією на помилку суперника;
- для створення позиції цугцвангу, зокрема — для навмисного виграшу чи програшу темпу.

Перші два пункти належать до психологічного аспекту шахової гри. Останній пункт — це елемент шахової тактики.
Одним із прикладів тактичного використання вичікувального ходу, пов'язаного з виграшем або програшем темпу, є маневр короля чи іншої фігури вздовж трикутника в ендшпілі.
Класичний приклад дії «трикутника» наведено на діаграмі. Якщо хід чорних, то вони програють, оскільки не в змозі дотриматись відповідності:
1… Крс7 2. Крс5; 1… Kpd8 2. Kpd6 Крс8 3. з7.
Білі передають чергу ходу чорним шляхом 1. Kpd4 Kpd8 2. Крс4 Крс8 3. Kpd5. Тут хід 2. Крс4 — очікувальний.

Серію очікувальних ходів іноді називають очікувальним маневром. У партії Ейве — Алехін (матч на першість світу, 1935 р, 8-ма партія) білі застосували очікувальний маневр, що складається з очікувальних ходів тури по вертикалі с і очікувального ходу пішаком h з тим, щоб загнати чорних у цугцванг: 36. ЛС2 Лd6 (в іншому випадку буде 37. Сс8) 37. f4 f5 38. Лd8 Лс8 39. Лс7 + Лd7 40. Лс3 Лd6 41. Лс7 + Лd7 42. Лс3 Лd6 Білі починають очікувати. 43. h4. Чорні в цугцвангу: на 43… Лd7 (d8)  буде 44. Сс8, погрожуючи 45. Лс7+, а на 44… Kpd6 — 45. Лd3+ з розміном турами. Інші ходи також ведуть до поразки. 43… g6 44. Лс2 h5 (ходи пішаками закінчилися) 45. Лс3. Очікувальний маневр знову привів до цугцвангу чорних, і на 69 ході вони капітулювали.

## Шахова композиція
|   | a | b | c | d | e | f | g | h |   |
| 8 | h8 білий король · e7 чорний пішак · g6 чорний пішак · c5 білий слон · d5 чорний кінь · f5 чорний кінь · c4 білий слон · e4 чорний король · d3 білий кінь · d2 білий пішак · e2 білий кінь · g2 білий пішак | h8 білий король · e7 чорний пішак · g6 чорний пішак · c5 білий слон · d5 чорний кінь · f5 чорний кінь · c4 білий слон · e4 чорний король · d3 білий кінь · d2 білий пішак · e2 білий кінь · g2 білий пішак | h8 білий король · e7 чорний пішак · g6 чорний пішак · c5 білий слон · d5 чорний кінь · f5 чорний кінь · c4 білий слон · e4 чорний король · d3 білий кінь · d2 білий пішак · e2 білий кінь · g2 білий пішак | h8 білий король · e7 чорний пішак · g6 чорний пішак · c5 білий слон · d5 чорний кінь · f5 чорний кінь · c4 білий слон · e4 чорний король · d3 білий кінь · d2 білий пішак · e2 білий кінь · g2 білий пішак | h8 білий король · e7 чорний пішак · g6 чорний пішак · c5 білий слон · d5 чорний кінь · f5 чорний кінь · c4 білий слон · e4 чорний король · d3 білий кінь · d2 білий пішак · e2 білий кінь · g2 білий пішак | h8 білий король · e7 чорний пішак · g6 чорний пішак · c5 білий слон · d5 чорний кінь · f5 чорний кінь · c4 білий слон · e4 чорний король · d3 білий кінь · d2 білий пішак · e2 білий кінь · g2 білий пішак | h8 білий король · e7 чорний пішак · g6 чорний пішак · c5 білий слон · d5 чорний кінь · f5 чорний кінь · c4 білий слон · e4 чорний король · d3 білий кінь · d2 білий пішак · e2 білий кінь · g2 білий пішак | h8 білий король · e7 чорний пішак · g6 чорний пішак · c5 білий слон · d5 чорний кінь · f5 чорний кінь · c4 білий слон · e4 чорний король · d3 білий кінь · d2 білий пішак · e2 білий кінь · g2 білий пішак | 8 |
| 7 | h8 білий король · e7 чорний пішак · g6 чорний пішак · c5 білий слон · d5 чорний кінь · f5 чорний кінь · c4 білий слон · e4 чорний король · d3 білий кінь · d2 білий пішак · e2 білий кінь · g2 білий пішак | h8 білий король · e7 чорний пішак · g6 чорний пішак · c5 білий слон · d5 чорний кінь · f5 чорний кінь · c4 білий слон · e4 чорний король · d3 білий кінь · d2 білий пішак · e2 білий кінь · g2 білий пішак | h8 білий король · e7 чорний пішак · g6 чорний пішак · c5 білий слон · d5 чорний кінь · f5 чорний кінь · c4 білий слон · e4 чорний король · d3 білий кінь · d2 білий пішак · e2 білий кінь · g2 білий пішак | h8 білий король · e7 чорний пішак · g6 чорний пішак · c5 білий слон · d5 чорний кінь · f5 чорний кінь · c4 білий слон · e4 чорний король · d3 білий кінь · d2 білий пішак · e2 білий кінь · g2 білий пішак | h8 білий король · e7 чорний пішак · g6 чорний пішак · c5 білий слон · d5 чорний кінь · f5 чорний кінь · c4 білий слон · e4 чорний король · d3 білий кінь · d2 білий пішак · e2 білий кінь · g2 білий пішак | h8 білий король · e7 чорний пішак · g6 чорний пішак · c5 білий слон · d5 чорний кінь · f5 чорний кінь · c4 білий слон · e4 чорний король · d3 білий кінь · d2 білий пішак · e2 білий кінь · g2 білий пішак | h8 білий король · e7 чорний пішак · g6 чорний пішак · c5 білий слон · d5 чорний кінь · f5 чорний кінь · c4 білий слон · e4 чорний король · d3 білий кінь · d2 білий пішак · e2 білий кінь · g2 білий пішак | h8 білий король · e7 чорний пішак · g6 чорний пішак · c5 білий слон · d5 чорний кінь · f5 чорний кінь · c4 білий слон · e4 чорний король · d3 білий кінь · d2 білий пішак · e2 білий кінь · g2 білий пішак | 7 |
| 6 | h8 білий король · e7 чорний пішак · g6 чорний пішак · c5 білий слон · d5 чорний кінь · f5 чорний кінь · c4 білий слон · e4 чорний король · d3 білий кінь · d2 білий пішак · e2 білий кінь · g2 білий пішак | h8 білий король · e7 чорний пішак · g6 чорний пішак · c5 білий слон · d5 чорний кінь · f5 чорний кінь · c4 білий слон · e4 чорний король · d3 білий кінь · d2 білий пішак · e2 білий кінь · g2 білий пішак | h8 білий король · e7 чорний пішак · g6 чорний пішак · c5 білий слон · d5 чорний кінь · f5 чорний кінь · c4 білий слон · e4 чорний король · d3 білий кінь · d2 білий пішак · e2 білий кінь · g2 білий пішак | h8 білий король · e7 чорний пішак · g6 чорний пішак · c5 білий слон · d5 чорний кінь · f5 чорний кінь · c4 білий слон · e4 чорний король · d3 білий кінь · d2 білий пішак · e2 білий кінь · g2 білий пішак | h8 білий король · e7 чорний пішак · g6 чорний пішак · c5 білий слон · d5 чорний кінь · f5 чорний кінь · c4 білий слон · e4 чорний король · d3 білий кінь · d2 білий пішак · e2 білий кінь · g2 білий пішак | h8 білий король · e7 чорний пішак · g6 чорний пішак · c5 білий слон · d5 чорний кінь · f5 чорний кінь · c4 білий слон · e4 чорний король · d3 білий кінь · d2 білий пішак · e2 білий кінь · g2 білий пішак | h8 білий король · e7 чорний пішак · g6 чорний пішак · c5 білий слон · d5 чорний кінь · f5 чорний кінь · c4 білий слон · e4 чорний король · d3 білий кінь · d2 білий пішак · e2 білий кінь · g2 білий пішак | h8 білий король · e7 чорний пішак · g6 чорний пішак · c5 білий слон · d5 чорний кінь · f5 чорний кінь · c4 білий слон · e4 чорний король · d3 білий кінь · d2 білий пішак · e2 білий кінь · g2 білий пішак | 6 |
| 5 | h8 білий король · e7 чорний пішак · g6 чорний пішак · c5 білий слон · d5 чорний кінь · f5 чорний кінь · c4 білий слон · e4 чорний король · d3 білий кінь · d2 білий пішак · e2 білий кінь · g2 білий пішак | h8 білий король · e7 чорний пішак · g6 чорний пішак · c5 білий слон · d5 чорний кінь · f5 чорний кінь · c4 білий слон · e4 чорний король · d3 білий кінь · d2 білий пішак · e2 білий кінь · g2 білий пішак | h8 білий король · e7 чорний пішак · g6 чорний пішак · c5 білий слон · d5 чорний кінь · f5 чорний кінь · c4 білий слон · e4 чорний король · d3 білий кінь · d2 білий пішак · e2 білий кінь · g2 білий пішак | h8 білий король · e7 чорний пішак · g6 чорний пішак · c5 білий слон · d5 чорний кінь · f5 чорний кінь · c4 білий слон · e4 чорний король · d3 білий кінь · d2 білий пішак · e2 білий кінь · g2 білий пішак | h8 білий король · e7 чорний пішак · g6 чорний пішак · c5 білий слон · d5 чорний кінь · f5 чорний кінь · c4 білий слон · e4 чорний король · d3 білий кінь · d2 білий пішак · e2 білий кінь · g2 білий пішак | h8 білий король · e7 чорний пішак · g6 чорний пішак · c5 білий слон · d5 чорний кінь · f5 чорний кінь · c4 білий слон · e4 чорний король · d3 білий кінь · d2 білий пішак · e2 білий кінь · g2 білий пішак | h8 білий король · e7 чорний пішак · g6 чорний пішак · c5 білий слон · d5 чорний кінь · f5 чорний кінь · c4 білий слон · e4 чорний король · d3 білий кінь · d2 білий пішак · e2 білий кінь · g2 білий пішак | h8 білий король · e7 чорний пішак · g6 чорний пішак · c5 білий слон · d5 чорний кінь · f5 чорний кінь · c4 білий слон · e4 чорний король · d3 білий кінь · d2 білий пішак · e2 білий кінь · g2 білий пішак | 5 |
| 4 | h8 білий король · e7 чорний пішак · g6 чорний пішак · c5 білий слон · d5 чорний кінь · f5 чорний кінь · c4 білий слон · e4 чорний король · d3 білий кінь · d2 білий пішак · e2 білий кінь · g2 білий пішак | h8 білий король · e7 чорний пішак · g6 чорний пішак · c5 білий слон · d5 чорний кінь · f5 чорний кінь · c4 білий слон · e4 чорний король · d3 білий кінь · d2 білий пішак · e2 білий кінь · g2 білий пішак | h8 білий король · e7 чорний пішак · g6 чорний пішак · c5 білий слон · d5 чорний кінь · f5 чорний кінь · c4 білий слон · e4 чорний король · d3 білий кінь · d2 білий пішак · e2 білий кінь · g2 білий пішак | h8 білий король · e7 чорний пішак · g6 чорний пішак · c5 білий слон · d5 чорний кінь · f5 чорний кінь · c4 білий слон · e4 чорний король · d3 білий кінь · d2 білий пішак · e2 білий кінь · g2 білий пішак | h8 білий король · e7 чорний пішак · g6 чорний пішак · c5 білий слон · d5 чорний кінь · f5 чорний кінь · c4 білий слон · e4 чорний король · d3 білий кінь · d2 білий пішак · e2 білий кінь · g2 білий пішак | h8 білий король · e7 чорний пішак · g6 чорний пішак · c5 білий слон · d5 чорний кінь · f5 чорний кінь · c4 білий слон · e4 чорний король · d3 білий кінь · d2 білий пішак · e2 білий кінь · g2 білий пішак | h8 білий король · e7 чорний пішак · g6 чорний пішак · c5 білий слон · d5 чорний кінь · f5 чорний кінь · c4 білий слон · e4 чорний король · d3 білий кінь · d2 білий пішак · e2 білий кінь · g2 білий пішак | h8 білий король · e7 чорний пішак · g6 чорний пішак · c5 білий слон · d5 чорний кінь · f5 чорний кінь · c4 білий слон · e4 чорний король · d3 білий кінь · d2 білий пішак · e2 білий кінь · g2 білий пішак | 4 |
| 3 | h8 білий король · e7 чорний пішак · g6 чорний пішак · c5 білий слон · d5 чорний кінь · f5 чорний кінь · c4 білий слон · e4 чорний король · d3 білий кінь · d2 білий пішак · e2 білий кінь · g2 білий пішак | h8 білий король · e7 чорний пішак · g6 чорний пішак · c5 білий слон · d5 чорний кінь · f5 чорний кінь · c4 білий слон · e4 чорний король · d3 білий кінь · d2 білий пішак · e2 білий кінь · g2 білий пішак | h8 білий король · e7 чорний пішак · g6 чорний пішак · c5 білий слон · d5 чорний кінь · f5 чорний кінь · c4 білий слон · e4 чорний король · d3 білий кінь · d2 білий пішак · e2 білий кінь · g2 білий пішак | h8 білий король · e7 чорний пішак · g6 чорний пішак · c5 білий слон · d5 чорний кінь · f5 чорний кінь · c4 білий слон · e4 чорний король · d3 білий кінь · d2 білий пішак · e2 білий кінь · g2 білий пішак | h8 білий король · e7 чорний пішак · g6 чорний пішак · c5 білий слон · d5 чорний кінь · f5 чорний кінь · c4 білий слон · e4 чорний король · d3 білий кінь · d2 білий пішак · e2 білий кінь · g2 білий пішак | h8 білий король · e7 чорний пішак · g6 чорний пішак · c5 білий слон · d5 чорний кінь · f5 чорний кінь · c4 білий слон · e4 чорний король · d3 білий кінь · d2 білий пішак · e2 білий кінь · g2 білий пішак | h8 білий король · e7 чорний пішак · g6 чорний пішак · c5 білий слон · d5 чорний кінь · f5 чорний кінь · c4 білий слон · e4 чорний король · d3 білий кінь · d2 білий пішак · e2 білий кінь · g2 білий пішак | h8 білий король · e7 чорний пішак · g6 чорний пішак · c5 білий слон · d5 чорний кінь · f5 чорний кінь · c4 білий слон · e4 чорний король · d3 білий кінь · d2 білий пішак · e2 білий кінь · g2 білий пішак | 3 |
| 2 | h8 білий король · e7 чорний пішак · g6 чорний пішак · c5 білий слон · d5 чорний кінь · f5 чорний кінь · c4 білий слон · e4 чорний король · d3 білий кінь · d2 білий пішак · e2 білий кінь · g2 білий пішак | h8 білий король · e7 чорний пішак · g6 чорний пішак · c5 білий слон · d5 чорний кінь · f5 чорний кінь · c4 білий слон · e4 чорний король · d3 білий кінь · d2 білий пішак · e2 білий кінь · g2 білий пішак | h8 білий король · e7 чорний пішак · g6 чорний пішак · c5 білий слон · d5 чорний кінь · f5 чорний кінь · c4 білий слон · e4 чорний король · d3 білий кінь · d2 білий пішак · e2 білий кінь · g2 білий пішак | h8 білий король · e7 чорний пішак · g6 чорний пішак · c5 білий слон · d5 чорний кінь · f5 чорний кінь · c4 білий слон · e4 чорний король · d3 білий кінь · d2 білий пішак · e2 білий кінь · g2 білий пішак | h8 білий король · e7 чорний пішак · g6 чорний пішак · c5 білий слон · d5 чорний кінь · f5 чорний кінь · c4 білий слон · e4 чорний король · d3 білий кінь · d2 білий пішак · e2 білий кінь · g2 білий пішак | h8 білий король · e7 чорний пішак · g6 чорний пішак · c5 білий слон · d5 чорний кінь · f5 чорний кінь · c4 білий слон · e4 чорний король · d3 білий кінь · d2 білий пішак · e2 білий кінь · g2 білий пішак | h8 білий король · e7 чорний пішак · g6 чорний пішак · c5 білий слон · d5 чорний кінь · f5 чорний кінь · c4 білий слон · e4 чорний король · d3 білий кінь · d2 білий пішак · e2 білий кінь · g2 білий пішак | h8 білий король · e7 чорний пішак · g6 чорний пішак · c5 білий слон · d5 чорний кінь · f5 чорний кінь · c4 білий слон · e4 чорний король · d3 білий кінь · d2 білий пішак · e2 білий кінь · g2 білий пішак | 2 |
| 1 | h8 білий король · e7 чорний пішак · g6 чорний пішак · c5 білий слон · d5 чорний кінь · f5 чорний кінь · c4 білий слон · e4 чорний король · d3 білий кінь · d2 білий пішак · e2 білий кінь · g2 білий пішак | h8 білий король · e7 чорний пішак · g6 чорний пішак · c5 білий слон · d5 чорний кінь · f5 чорний кінь · c4 білий слон · e4 чорний король · d3 білий кінь · d2 білий пішак · e2 білий кінь · g2 білий пішак | h8 білий король · e7 чорний пішак · g6 чорний пішак · c5 білий слон · d5 чорний кінь · f5 чорний кінь · c4 білий слон · e4 чорний король · d3 білий кінь · d2 білий пішак · e2 білий кінь · g2 білий пішак | h8 білий король · e7 чорний пішак · g6 чорний пішак · c5 білий слон · d5 чорний кінь · f5 чорний кінь · c4 білий слон · e4 чорний король · d3 білий кінь · d2 білий пішак · e2 білий кінь · g2 білий пішак | h8 білий король · e7 чорний пішак · g6 чорний пішак · c5 білий слон · d5 чорний кінь · f5 чорний кінь · c4 білий слон · e4 чорний король · d3 білий кінь · d2 білий пішак · e2 білий кінь · g2 білий пішак | h8 білий король · e7 чорний пішак · g6 чорний пішак · c5 білий слон · d5 чорний кінь · f5 чорний кінь · c4 білий слон · e4 чорний король · d3 білий кінь · d2 білий пішак · e2 білий кінь · g2 білий пішак | h8 білий король · e7 чорний пішак · g6 чорний пішак · c5 білий слон · d5 чорний кінь · f5 чорний кінь · c4 білий слон · e4 чорний король · d3 білий кінь · d2 білий пішак · e2 білий кінь · g2 білий пішак | h8 білий король · e7 чорний пішак · g6 чорний пішак · c5 білий слон · d5 чорний кінь · f5 чорний кінь · c4 білий слон · e4 чорний король · d3 білий кінь · d2 білий пішак · e2 білий кінь · g2 білий пішак | 1 |
|   | a | b | c | d | e | f | g | h |   |

В шаховій композиції очікувальні ходи нерозривно пов'язані з темами багатьох задач.

У задачі Шнейдера білі можуть відповісти матом на всі ходи чорних, крім ходів пішаком g. Щоб поставити чорних у цугцванг, білі застосовують очікувальний маневр білопольним слоном: 1. Ca6 g5 2. Cb5 g4 3. Kf2+ Kp: e5 4. K: g4+ Kpe6 5. Ce8. У чорних залишилися ходи лише кіньми: 5… Kd~ 6. Kf4 × і 5…Kf~ 6. Kd4 ×.